# Eugenio Mena
Eugenio Esteban Mena Reveco 18 de juliol de 1988) és un jugador de futbol xilè que juga com a lateral esquerre pel Racing i amb la selecció xilena.